# La Chapelle-Neuve (Morbihan)
La Chapelle-Neuve is een gemeente in het Franse departement Morbihan (regio Bretagne). De plaats maakt deel uit van het arrondissement Pontivy. De gemeente telde 1.002 inwoners op 1 januari 2022.

## Geografie
De oppervlakte van La Chapelle-Neuve bedroeg op 1 januari 2022 21,87 vierkante kilometer; de bevolkingsdichtheid was toen 45,8 inwoners per km².

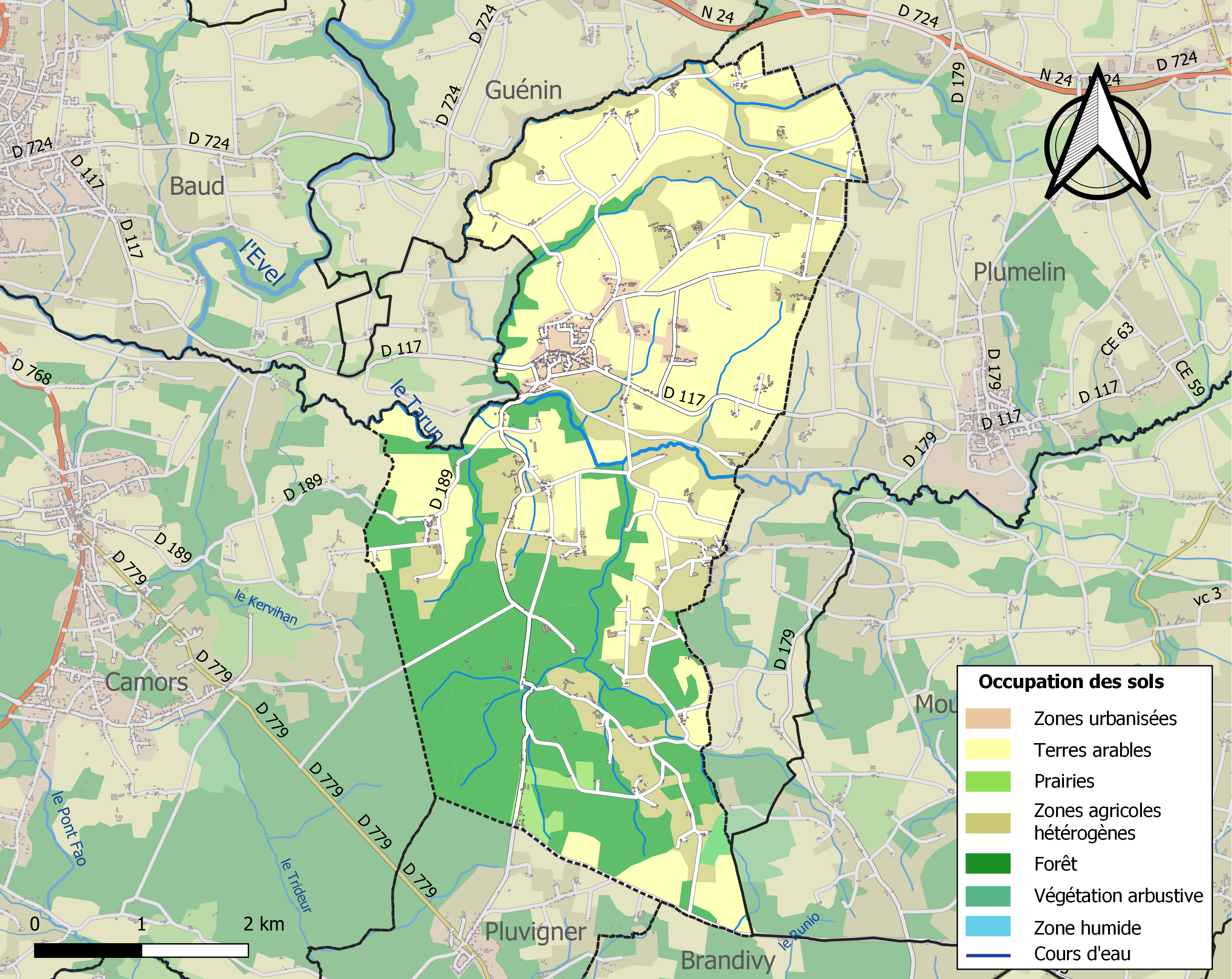
Kaart van de gemeente met de belangrijkste infrastructuur, bodemgebruik en omliggende gemeenten

## Demografie
Onderstaande figuur toont het verloop van het inwonertal, bron: INSEE-tellingen. 